# Stadtwerke Ahaus

Historisches Logo von 2022

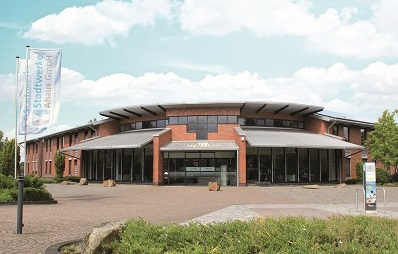
Verwaltungsgebäude der LokalWerke GmbH am Hohen Weg 2 in Ahaus

## Fusionierung der Stadtwerke Ahaus GmbH und der SVS-Versorgungsbetriebe GmbH
Die Stadtwerke Ahaus GmbH ist ein deutsches Energieversorgungsunternehmen, das 1915 gegründet wurde.
Die Stadtwerke Ahaus fusionierte zum 31. August 2023 mit der SVS-Versorgungsbetriebe GmbH. Die neue Gesellschaft, die LokalWerke GmbH, versorgt neben Ahaus auch Stadtlohn, Vreden, Südlohn sowie deren Ortsteile. Gemeinsam steht die Gesellschaft für die lokale Strom-, Gas- und Wasserversorgung, für den Aufbau und die ständige Erweiterung der Netze bis hin zu aktuellen Themen wie Elektromobilität und Glasfaser. Geschäftsführer sind Karl-Heinz Siekhaus und Thomas Spieß. Die beiden Standorte in Ahaus und Stadtlohn bleiben erhalten.

## Dienstleistungen
Seit 2019 versorgt die Stadtwerke Ahaus GmbH Haushalts- und Kleingewerbekunden ausschließlich mit Naturstrom aus Wasserkraft. Energiedienstleistungen wie Photovoltaikanlagen, Stromspeicher und Elektromobilität erweitern die Aufgaben des Energieversorgers. Das Ladenetz für E-Mobilität hat sich auf 15 öffentliche Ladesäulen im gesamten Ahauser Gebiet ausgeweitet. 2016 haben die Stadtwerke den Geschäftsbereich Glasfaser aufgenommen. Im Jahr 2018 starteten die Bauarbeiten für die Erschließung der Ahauser Außenbereiche mit Glasfaser. Das Projekt wurde durch den Europäischen Landwirtschaftsfonds gefördert.
Kooperationspartner der Stadtwerke sind unter anderem die Energiegenossenschaft Ahaus-Heek-Legden eG, die Stadtwerke Westmünsterland EK, die Lokal NET GmbH Kooperation mit der SVS Versorgungsbetriebe, die LAG Kulturlandschaft Ahaus Heek Legden e.V. und die Ahauser Energie- und Dienstleistungsgesellschaft mbH (AED), die die Bäder in Ahaus und Alstätte betreibt. Die Ahauser Energie- und Dienstleistungsgesellschaft mbH behält in der Beteiligungsfrage der Stadtwerke Ahaus GmbH die Mehrheit mit 64 % und die Rheinland Westfalen Energiepartner GmbH mit 36 %.
Bei den Stadtwerken sind 2018 insgesamt 94 Mitarbeiterinnen und Mitarbeiter beschäftigt. Sie verwaltet in ihrem Versorgungsgebiet 41.992 Strom-, Gas,- Wasser- und Wärmezähler (2018). Sie hat eine Stromabgabe von 192,3 Mio. kWh, Gasabgabe von 346,1 Mio. kWh, Wasserabgabe 2,288 Mio. m³ und Wärmeabgabe von 4,277 Mio. kWh.

## Geschichte

### Wasserwerk
1914 wurde das Wasserwerk Heek mit 5 Brunnen (Teufe 12 m) und die Trinkwasserleitung DN 175 GG nach Ahaus gebaut. Der Wasserturm entstand 1915 mit 250 m³ Fassung in Ahaus. Beginn der Trinkwasserversorgung für die Stadt Ahaus aus dem Wasserwerk Heek begann am 1. Oktober 1915. 1932 wurde eine unbefristetes Wasserrecht über 365.000 m³/a im Wasserwerk Heek erteilt. Josef Wilkes wurde 1945 erster Direktor. 1959 wurde in Ahaus-Ortwick ein Grundstück gekauft zur Errichtung des Wasserwerkes Ortwick. Ein Jahr später wurde Ahaus und Ortsteil Wüllen vom Wasserwerk Ortwick beliefert, es folgten die Ortsteile Wessum und Ottenstein in 1961 mit der Wasserversorgung. 1965 bestand 50 Jahre Versorgungsbetriebe der Stadt Ahaus und ab 1972 bestand die Stadtwerke Ahaus als Eigenbetrieb der Stadt Ahaus. 1976 wurde dann die Gesellschaft gegründet. Die Gemeinde Heek wurde 1978  über einen Wasserlieferungsvertrag mit in die Trinkwasserversorgung aufgenommen. Im Rahmen der Kooperation Wasserwirtschaft/Landwirtschaft wird das Konzept 2020 für WasserWerk Ortwick im Jahre 2010 umgesetzt.

### Elektrizitätsversorgung
Beginn eines 55 kW Lichtversorgungsanschlusses und eines 60 kW Kraft-Anschlusses für die Stadt Ahaus durch die VEW wurde 1921 stattgegeben. In den nächsten Jahren folgten drei Ortsnetzstationen. In 1945 wurde der erste Werkleiter bestellt. Bei einer Einwohnerzahl von 11.000 waren um 1965 ca. 750 Hausanschlüsse vorhanden. Das erste Umspannwerk wurde 1973 am Rottweg zur Versorgung für den Stadtkern fertiggestellt. Um 1995 und 1996 wuchs das Versorgungsnetz auf 262 Ortsnetzstationen, 91 Kundenstationen sowie auf die ersten Windkraftanlagen, Blockheizkraftwerke Erneuerbare Energien-Anlagen und Photovoltaikanlage. Die Konzessionen für Ammeln, Wüllen, Wessum, Ottenstein und Graes wurden übertragen und die Betriebsführung der Netzteile von der VEW übernommen. Es folgten im Jahre 1999 der Bau des Schalthauses Ridderstraße, Bau des Betriebsgebäudes Hoher Weg 2 im Jahr 2001 sowie 2003 die Fertigstellung des Betriebs- und Verwaltungsgebäudes hoher Weg 2. Die Schalthäuser Ahaus Süd und Wessum folgten 2005 und 2011. Die Netzleitwarte für alle Versorgungsarten wurde 2013 eingerichtet. 2015 wurde das Schalthaus Alstätte fertiggestellt.

### Gasversorgung
Das erste Gaswerk an der Schorlemer Straße durch die Stadt Ahaus entstand 1902. Der Verkauf wurde 1925 an die VEW beschlossen. 1970 wurde von Stadtgas auf Erdgas umgestellt. Im Jahr 2000 hat die Stadtwerke Ahaus die Erdgasversorgung von der VEW wieder übernommen.

### Wärmeversorgung
1997 wurde das erste Blockheizkraftwerk (BHKW) im Verwaltungsgebäude Wessumer Straße 57 mit 12,5 kW installiert. Ein Jahr später wurde das BHKW mit 50 kW im Hallenbad des Aquahauses in Betrieb genommen. 1999 entstand ein Heizkraftwerk „Am Kalkbruch“ zur zentralen Versorgung von 340 Wohneinheiten im Endausbau mit einer installierten Leistung von 3,512 MW und 124,5 kW elektrischer Leistung. 2002 wurde das Aquahaus an das Wärmenetz „Am Kalkbruch“ angeschlossen. Seit 2013 werden beide BHKW mit einer jeweiligen Leistung von 200 kW mit Bioerdgas betrieben.